# Koválovec
Koválovec (in ungherese Kiskovalló) è un comune della Slovacchia facente parte del distretto di Skalica, nella regione di Trnava.